# Samuel Rhen
Samuel Edvard Rhen, född i Piteå, död omkring 1680 i Råneå, Norrbotten, var en svensk präst, etnograf och tecknare.
Han var son till lappfogden Evert Eriksson och Brita Burman och gift med Catharina Mårtensdotter Ruuth. Rhen blev student vid Uppsala universitet 1633 och komminister i Piteå 1641 samt kyrkoherde i Råneå 1671. Som tecknare utförde han en rad teckningar med samernas liv och traditioner. Han illustrerade och skrev texten En kort relation om lapparna lefwarne och sedher som utgavs av Karl Bernhard Wiklund 1897.